# Рудавка під Нановою
Рудавка (пол. Rudawka) — колишнє бойківське село Хирівського району.

## Історія
У 1772-1918 рр. — у складі Австро-Угорської монархії, провінція Королівство Галичини та Володимирії. У 1880 році в селі налічувалось 30 будинків і 115 мешканців (107 греко-католиків, 4 римо-католики і 7 юдеїв).
1901 року в селі була побудована церква Св. Михаїла, але по Другій світовій війні зруйнована. Була дочірньою церквою парохії Нанове Устрицького деканату Перемишльської єпархії УГКЦ. 
У 1919-1939 рр. село належало до Добромильського повіту Львівського воєводства, в 1934-1939 р. входило до ґміни Кросьцєнко. У 1939 році в селі проживало 230 мешканців, з них 215 українців, 5 поляків і 10 євреїв.
З 1940 по 1951 рік село належало до Хирівського району Дрогобицької області УРСР. У рамках договору обміну територіями 1951 року село потрапило в прикордонну зону і все населення насильно переселено.